# 公眾利益
公眾利益（英語：Public interests）简称公益，意思是一般大眾的福利或福祉。最早的大家用例见于鲁迅的文章。鲁迅《准风月谈·外国也有》：“只有外国人说我们不问公益、只知自利、爱金钱，却还是没法辩解。”洪深《少奶奶的扇子》第一幕：“王太太有两位姓张的内侄女，很热心公益，在霞飞路一个什么‘妇女改良会’尽义务。”

## 解析
「公共」的概念，源於群體對個人施加的影響力。「公共利益」可指多數人的利益和意願，又或能使整個社會得到最多幸福的方法。選舉投票人數、民意調查的意見分佈，集體行動的參與人數等，都是呈現這種「多數人」意願的分析資料。公共利益也未必全然是由能夠被每一個人確認為係是他的個人利益或福祉的一部分的東西所構成。例如幼兒撫養津貼和優惠並不是那些沒有子女的人或不想有子女的人的個人利益或福祉的一部分，但卻可以被證成為得以做為公共利益的構成部分。某些公共利益的實現過程乃是隱含了部分成員的一定程度的利益的犧牲，也就是說，公共利益固然反映了社群的整體利益及長遠利益，但亦可能損及特定社會成員之利益，公共利益並不是只由那些能直接促進社會裡的每一個人的利益的東西所構成。

## 香港傳播媒體偷拍事件
2012年3月在香港有一個法庭案例：娛樂雜誌《忽然1周》及《FACE周刊》以公眾利益之名偷拍藝人裸照，而個人資料私隱專員公署裁定壹傳媒侵犯個人私隱。私隱專員認為，偷拍花邊新聞不涉公眾利益。

## 《天主教教理》中的公益
社会团体的权威，应为公益服务；社会团体的成员也应以公益为准来约束自己的行为，并为公益服务；因为社会团体之所以成为一个团结统一的整体，正是在于大家共同以公益为准，而且正当公益与个人的正当利益不仅有关，而且应该顾及个人的正当利益。个人的正当利益往往受社会团体正当公益的保障。“公益”一词就是指整个社会团体生活的条件，它容许社会团体与每位成员个人都能更充分、更方便地达到完善成全。公益涉及每一个人，要求每一个人，都要以公益为准，明智谨慎地处理一切事务和行为。
公益，正当的公益，包括三个基本要素，缺一不可。

## 相關
- 公益金

## 外部連結
- 香港通識 - 公眾利益 （页面存档备份，存于）
- 卷三 在基督内的生活 第三十一章B 人的团体——参与社会生活